# Diskografie U2
Diskografie irské rockové skupiny U2 se skládá z: 14 studiových alb, 1 live alba, 3 kompilačních alb, 67 singlů a 8 EP desek.

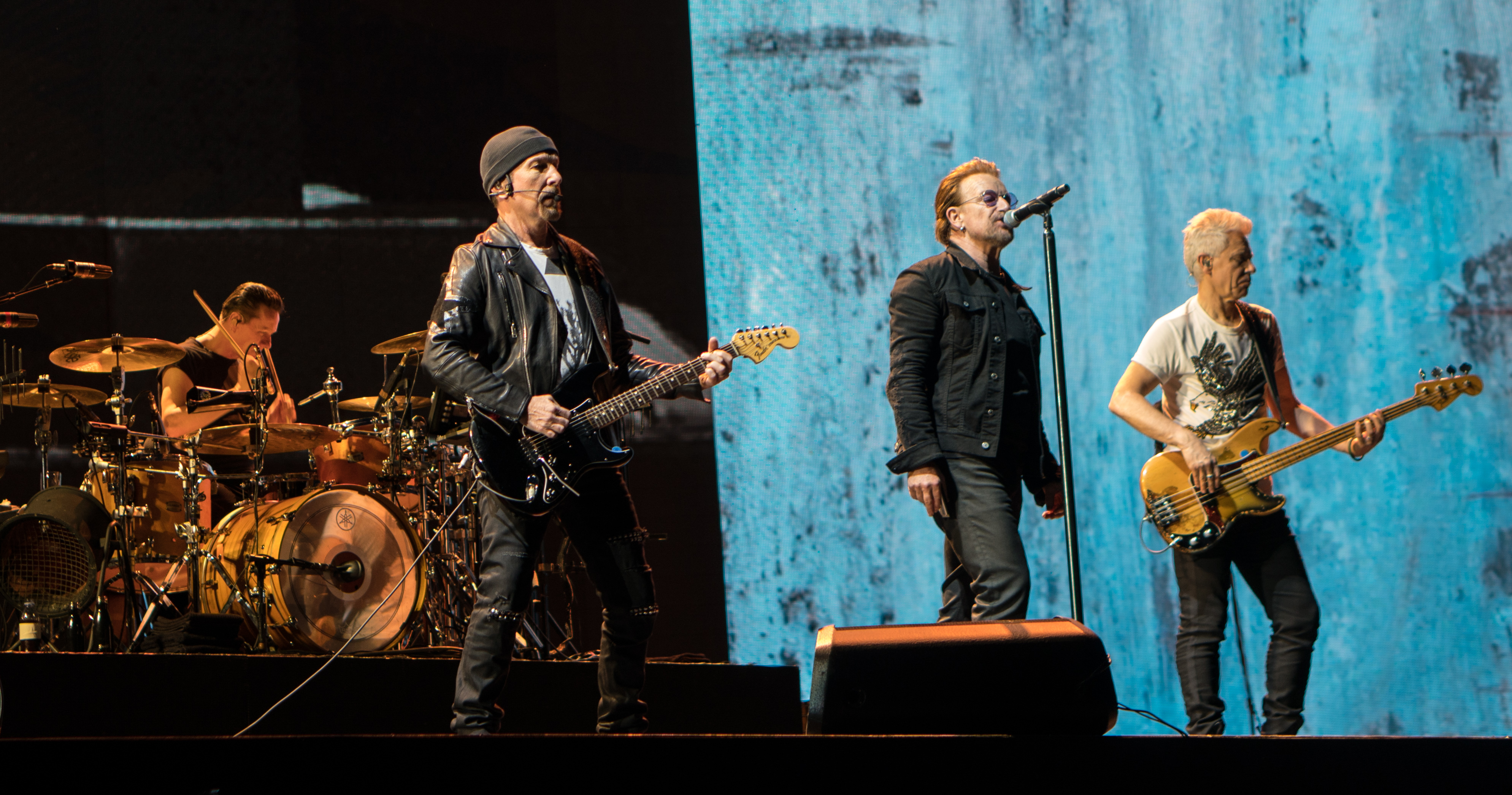
U2 na Joshua Tree Tour, Brusel, 1. srpen 2017

Své první EP skupina vydala v roce 1979 s názvem U2-3, které se dobře prodávalo v Irsku. V roce 1980 skupina podepsala smlouvu s Island Records a vydala své debutové album Boy, které se v Británii umístilo na 52. místě a v USA na 63. místě. Následovaly alba October (1981) a War (1983). Album War bylo komerčně úspěšné a stalo se albem číslo 1 ve Velké Británii (UK top-10 single, také UK top-ten singles) na 12. místě v hitparádě v USA. Na tomto album byly hity jako Sunday Bloody Sunday a New Year's Day, které se od té doby zařadily mezi nejoblíbenější písně skupiny U2. Na turné nazvaném War Tour skupina natočila živé album Under the Blood Red Sky a filmový záznam z koncertu U2 Live v Red Rocks, obě tyto nahrávky se dobře prodávaly a umožnily skupině se celosvětově prosadit.
S albem The Unforgettable Fire (1984) se skupina posunula směrem k více ambientnímu, abstraktnímu hudebnímu směru. Byla to také jejich první spolupráce s producenty Brianem Enem a Danielem Lanoisem. Album bylo číslo 1 ve Velké Británii a obsahovalo největší hit té doby, skladbu Pride (In the Name of Love).
Páté album The Joshua Tree (1987) udělalo ze skupiny mezinárodní superhvězdy, mělo úspěch u kritiky a mělo také komerční úspěch. Stalo se číslem jedna ve víc než 20 zemích; např. v USA jde nejprodávanější album, s počtem 10 milionů dodaných kopií, celosvětově bylo prodáno 25 milionů kopií. Skladby With or Without You a I Still Haven't Found What I'm Looking For se v USA umístily na prvních místech hitparád.
V roce 1988 skupina navázala na své úspěchy albem Rattle and Hum. Vydala dvojalbum a dokumentární film, který dokumentoval jejich zkušenosti s tradiční americkou hudbou (anglicky American roots music) během jejich turné Joshua Tree Tour. Ve filmu se objevily nové studiové nahrávky, vč. tzv. cover songs a živých nahrávek. Ústřední skladba Desire byla singlem číslo jedna ve Velké Británii. Alba se prodalo přes 14 milionů kopií, na filmu skupina vydělala 8,6 milionu dolarů.

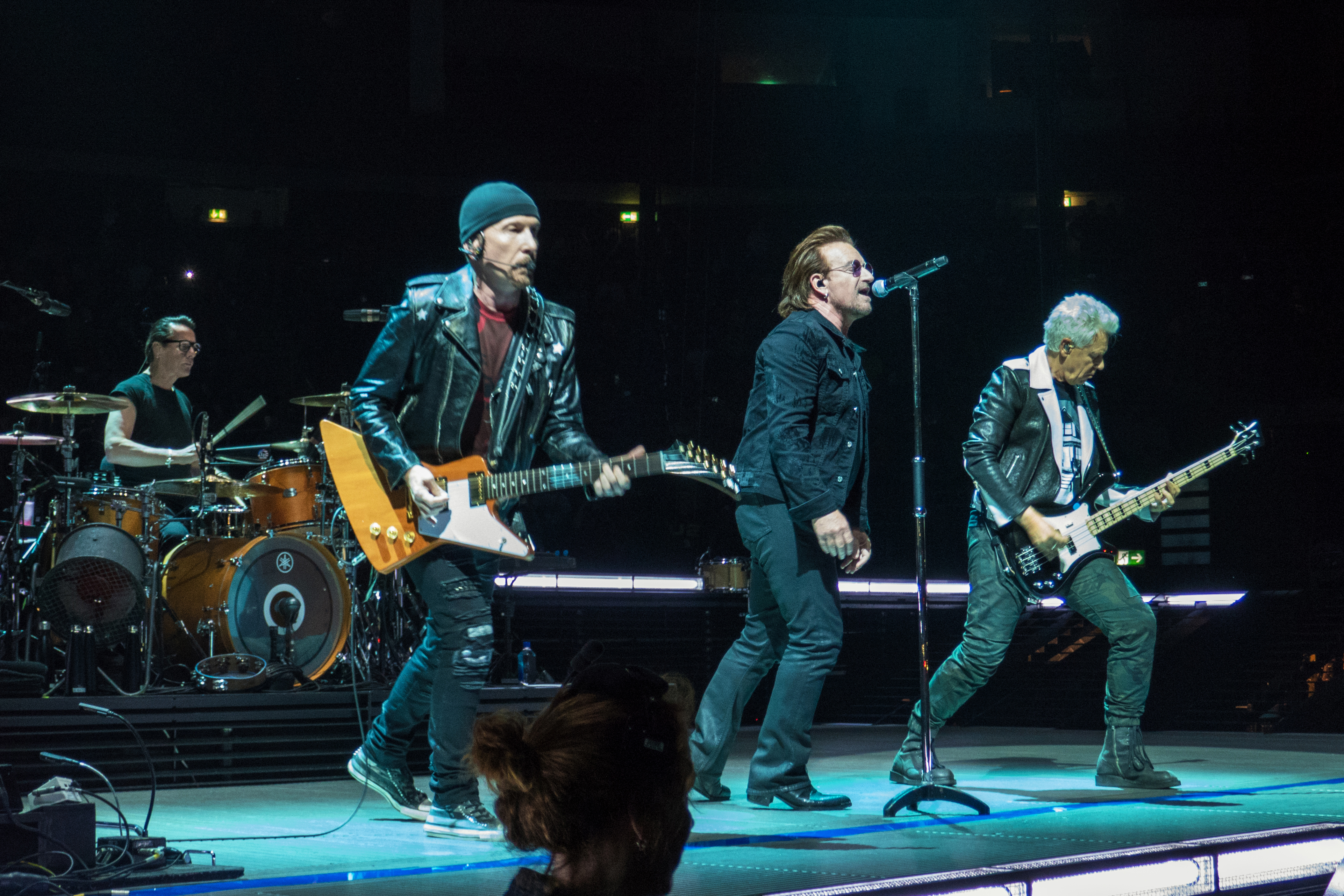
U2 na Experience and Innocence Tour, Berlín, 31. srpen 2018

Po vydání Rattle and Hum a několikaleté odmlce se skupina objevila na počátku 90. let 20. století. Album Achtung Baby (1991) znamenalo dramatický posun k alternativnímu rocku, industriální hudbě a elektronické taneční hudbě. Album debutovalo v USA, kde obsadilo první místo hitparád, celosvětově jej bylo prodáno 18 miliónů kopií. Skladby jako One, Mysterious Ways a The Fly byly na prvních místech hitparád v Anglii.
Následující dvě alba Zooropa a Pop pokračovaly v experimentech skupiny s alternativní rockovou a elektronickou taneční hudbou a staly se celosvětovými alby číslo jedna, ale s mnohem menšími prodeji kopií oproti předchozím albům. V roce 2000 měla skupina komerční úspěch s albem All That You Can't Leave Behind a díky návratu k autentičtějšímu zvuku. Alba se prodalo přes 12 milionů kopií a získal sedm cen Grammy, vyprodukovalo hity jako např. Beautiful Day, Walk On a Stuck in a Moment You Can't Get Out Of. Další album How to Dismantle an Atomic Bomb (2004) bylo propagováno ústřední skladbou Vertigo. Toto album bylo dalším komerčním úspěchem a vyhrálo všech devět nominací v Grammy Award. Dvanácté album No Line on the Horizon (2009) se stalo číslem jedna ve 30 zemích, prodej 5 milionů ks nosičů byl kapelou považován za zklamání a album nevygenerovalo žádný hit.
Jejich album Songs of Innocence (2014) bylo poskytnuto zdarma více než 500 milionům uživatelům iTunes Store. Všudypřítomná propagace vyvolala kontroverzní reakci, prodej alba a délka umístění v hitparádách byla nejslabší v celé diskografii skupiny.
Songs of Experience bylo čtrnácté studiové album. Název alba byl oznámen v době vydání předchozí desky (2014). Na počátku roku 2016 bylo oznámeno, že se deska stylově navazuje na album Zooropa (1993). V lednu 2017 bylo oznámeno, že vzhledem ke zvolení Donalda Trumpa na post prezidenta Spojených států amerických je datum vydání alba odloženo. Před vydáním alba byl zveřejněn název prvního singlu, tedy You’re The Best Thing About Me, v srpnu byla zveřejněna skladba The Blackout. Album vyšlo 1. prosince 2017 u příležitosti mezinárodního dne AIDS.
Skupina U2 prodala po celém světě více než 175 milionů nahrávek. S 52 miliony certifikovanými nosiči, dle RIAA, se U2 řadí mezi 21. nejprodávanější hudebních skupin v USA. U2 má osm alb, které se staly čísly jedna v USA, a v této zemi je třetí nejúspěšnější skupinou všech dob.

## Alba

### Studiová alba
| Boy                                                                 | - Datum vydání: 20. říjen 1980 - Vydavatelství: Island Records - Nosič: LP, audiokazeta                                         | 13* | 35 | 4 | — | —  | 30 | 13 | 38 | —  | 52 | 63  | neuvedeno                                                                 | - ARIA: Gold - BPI: Gold - MC: Platinum - RIAA: Platinum                                                                                           |
| October                                                             | - Datum vydání: 12. říjen 1981 - Vydavatelství: Island Records - Nosič: LP, audiokazeta                                         | 17* | 34 | — | — | —  | 23 | 6  | 40 | —  | 11 | 104 | - Celosvětově: 3,6 miliónů ks                                             | - ARIA: Gold - BPI: Platinum - RIAA: Platinum |
| War                                                                 | - Datum vydání: 28. únor 1983 - Vydavatelství: Island Records - Nosič: LP, audiokazeta, CD                                      | 16* | 9  | 4 | 4 | 59 | 3  | 5  | 2  | —  | 1  | 12  | - Celosvětově: 11,0 miliónů ks                                            | - BPI: 2× Platinum - BVMI: Gold - IFPI SWI: Gold - MC: 3× Platinum - RIAA: 4× Platinum - SNEP: 2× Platinum                                         |
| The Unforgettable Fire                                              | - Datum vydání: 1. říjen 1984 - Vydavatelství: Island Records - Nosič: LP, audiokazeta, CD, Stereo 8                            | 53* | 1  | 5 | — | 14 | 4  | 1  | 6  | 24 | 1  | 12  | - Celosvětově: 8,1 miliónů ks                                             | - BPI: 2× Platinum - MC: 3× Platinum - SNEP: Gold - RIAA: 3× Platinum                                                                              |
| The Joshua Tree                                                     | - Datum vydání: 9. březen 1987 - Vydavatelství: Island Records - Nosič: LP, audiokazeta, CD, Stereo 8                           | 1   | 3  | 1 | 1 | 1  | 1  | 1  | 1  | 1  | 1  | 1   | - Celosvětově: 25,0 miliónů ks - UK: 2,88 miliónů ks                      | - ARIA: 5× Platinum - BPI: 9× Platinum - BVMI: 2× Platinum - MC: Diamond - RIAA: Diamond - RMNZ: 14× Platinum - SNEP: 2× Platinum                  |
| Rattle and Hum                                                      | - Datum vydání: 10. říjen 1988 - Vydavatelství: Island Records - Nosič: Dvojalbum LP, audiokazeta, CD, Stereo 8                 | 1   | 1  | 1 | 8 | 1  | 1  | 1  | 2  | 1  | 1  | 1   | - Celosvětově: 14,0 miliónů ks                                            | - ARIA: 7× Platinum - BPI: 4× Platinum - BVMI: Platinum - IFPI SWI: 2× Platinum - MC: 7× Platinum - RIAA: 5× Platinum - SNEP: Gold                 |
| Achtung Baby                                                        | - Datum vydání: 18. listopad 1991 - Vydavatelství: Island Records - Nosič: LP, audiokazeta, CD, DCC                             | 1   | 1  | 1 | 1 | 4  | 1  | 1  | 3  | 3  | 2  | 1   | - Celosvětově: 18,0 miliónů ks                                            | - ARIA: 5× Platinum - BPI: 4× Platinum - BVMI: Platinum - IFPI SWI: Gold - MC: Diamond - RIAA: 8× Platinum - RMNZ: 5× Platinum - SNEP: 2× Platinum |
| Zooropa                                                             | - Datum vydání: 5. červenec 1993 - Vydavatelství: Island Records - Nosič: LP, audiokazeta, CD                                   | 1   | 1  | 1 | 1 | 1  | 1  | 1  | 1  | 1  | 1  | 1   | - Celosvětově: 7,0 miliónů ks                                             | - ARIA: 3× Platinum - BPI: Platinum - BVMI: Gold - MC: 4× Platinum - RIAA: 2× Platinum - RMNZ: 4× Platinum - SNEP: Platinum                        |
| Pop                                                                 | - Datum vydání: 3. březen 1997 - Vydavatelství: Island Records - Nosič: Dvojalbum LP, audiokazeta, CD                           | 1   | 1  | 1 | 1 | 1  | 1  | 1  | 1  | 1  | 1  | 1   | - Celosvětově: 2,5 miliónů ks                                             | - ARIA: Platinum - BPI: Platinum - BVMI: Gold - IFPI SWI: Platinum - MC: 3× Platinum - RIAA: Platinum - SNEP: Platinum                             |
| All That You Can't Leave Behind                                     | - Datum vydání: 30. říjen 2000 - Vydavatelství: Island Records / Interscope Records - Nosič: LP, audiokazeta, CD                | 1   | 1  | 1 | 1 | 1  | 1  | 1  | 1  | 2  | 1  | 3   | - Celosvětově: 12,0 miliónů ks                                            | - IRMA: 2× Platinum - ARIA: 4× Platinum - BPI: 3× Platinum - IFPI SWI: 2× Platinum - MC: 5× Platinum - RIAA: 4× Platinum                           |
| How to Dismantle an Atomic Bomb                                     | - Datum vydání: 22. listopad 2004 - Vydavatelství: Island Records / Interscope Records - Nosič: LP, audiokazeta, CD, ke stažení | 1   | 1  | 1 | 1 | 1  | 1  | 1  | 1  | 1  | 1  | 1   | - Celosvětově: 10,0 miliónů ks                                            | - IRMA: 10× Platinum - ARIA: 4× Platinum - BPI: 4× Platinum - MC: 5× Platinum - RIAA: 3× Platinum - RMNZ: 3× Platinum - SNEP: Platinum             |
| No Line on the Horizon                                              | - Datum vydání: 27. únor 2009 - Vydavatelství: Island Records / Interscope Records - Nosič: CD, LP, ke stažení                  | 1   | 1  | 1 | 1 | 1  | 1  | 1  | 2  | 1  | 1  | 1   | - Celosvětově: 5,0 miliónů ks                                             | - IRMA: 4× Platinum - ARIA: Platinum - BPI: Platinum - BVMI: Platinum - IFPI SWI: Platinum - MC: 2× Platinum - RIAA: Platinum - RMNZ: Platinum     |
| Songs of Innocence                                                  | - Datum vydání: 9. září 2014 - Vydavatelství: Island Records - Nosič: CD, LP, ke stažení                                        | 2   | 7  | 5 | 1 | 2  | 1  | 6  | 2  | 3  | 6  | 9   | - UK: 62,62 tisíc ks                                                      | - BPI: Silver |
| Songs of Experience                                                 | - Datum vydání: 1. prosinec 2017 - Vydavatelství: Island Records - Nosič: CD, LP, ke stažení                                    | 1   | 5  | 1 | 3 | 2  | 1  | 9  | 2  | 2  | 5  | 1   | - Celosvětově: 1,3 miliónů ks - Kanada: 24,0 tisíc ks - USA: 180 tisíc ks | - BPI: Gold - BVMI: Gold - MC: Gold - SNEP: Platinum                                                                                               |
| "—" bez dostupných dat, "*" informace ze zdroje s daty od roku 2005 | |     |    |   |   |    |    |    |    |    |    |     |                                                                           | |

### Live alba
| Název                 | Detaily                                                                                        | Umístění | Umístění | Umístění | Umístění | Umístění | Umístění | Umístění | Certifikace |
| Název                 | Detaily                                                                                        | IRE      | AUS      | BEL (FL) | GER      | SWE      | UK       | US       | Certifikace |
| --------------------- | ---------------------------------------------------------------------------------------------- | -------- | -------- | -------- | -------- | -------- | -------- | -------- | --- |
| Under a Blood Red Sky | - Datum vydání: 21. listopad 1983 - Vydavatelství: Island Records - Nosič: LP, audiokazeta, CD | 48       | 2        | 39       | 20       | 22       | 2        | 28       | - ARIA: 4× Platinum - MC: 2× Platinum - SNEP: Platinum - BVMI: Platinum - BPI: 3× Platinum - RIAA: 3× Platinum |

### Kompilační alba
| Název                 | Detaily                                                                                        | Umístění | Umístění | Umístění | Umístění | Umístění | Umístění | Umístění | Umístění | Umístění | Umístění | Certifikace |
| Název                 | Detaily                                                                                        | IRE      | AUS      | AUT      | CAN      | NLD      | NZ       | SWE      | SWI      | UK       | US       | Certifikace |
| --------------------- | ---------------------------------------------------------------------------------------------- | -------- | -------- | -------- | -------- | -------- | -------- | -------- | -------- | -------- | -------- | --- |
| The Best of 1980–1990 | - Datum vydání: 10. listopad 1998 - Vydavatelství: Island Records - Nosič: LP, audiokazeta, CD | 1        | 1        | 1        | 1        | 1        | 1        | 1        | 1        | 1        | 2        | - ARIA: 8× Platinum - BPI: 5× Platinum - BVMI: Platinum - IFPI SWI: 3× Platinum - MC: 6× Platinum - RIAA: 4× Platinum - RMNZ: 9× Platinum - SNEP: 2× Platinum |
| The Best of 1990–2000 | - Datum vydání: 12. listopad 2002 - Vydavatelství: Island Records - Nosič: LP, audiokazeta, CD | 1        | 1        | 1        | 1        | 1        | 1        | 6        | 1        | 2        | 3        | - ARIA: 2× Platinum - BPI: 2× Platinum - BVMI: Gold - IFPI SWI: 2× Platinum - MC: 3× Platinum - RIAA: Platinum - RMNZ: 4× Platinum - SNEP: 2× Gold            |
| U218 Singles          | - Datum vydání: 17. listopad 2006 - Vydavatelství: Island Records - Nosič: LP, audiokazeta, CD | 1        | 1        | 2        | 3        | 3        | 1        | 4        | 1        | 4        | 12       | - IRMA: 6× Platinum - ARIA: 4× Platinum - BPI: 4× Platinum - IFPI SWI: Platinum - MC: Platinum - RMNZ: 4× Platinum                                            |

### Spolupráce s jinými hudebníky
| Název                                         | Detaily                                                                                       | Umístění | Umístění | Umístění | Umístění | Umístění | Umístění |
| Název                                         | Detaily                                                                                       | AUS      | CAN      | FIN      | NLD      | UK       | US       |
| --------------------------------------------- | --------------------------------------------------------------------------------------------- | -------- | -------- | -------- | -------- | -------- | -------- |
| Original Soundtracks 1 (spolu s Brianem Enem) | - Datum vydání: 6. listopad 1995 - Vydavatelství: Island Records - Nosič: LP, audiokazeta, CD | 11       | 15       | 32       | 38       | 12       | 76       |

### Box sety
| Název           | Detaily                                                                               |
| --------------- | ------------------------------------------------------------------------------------- |
| The Complete U2 | - Datum vydání: 23. listopad 2004 - Vydavatelství: Island Records - Nosič: ke stažení |

### Alba pro předplatitele
| Název                                                        | Detaily |
| ------------------------------------------------------------ | --- |
| Melon: Remixes for Propaganda                                | - Remixové album - Propaganda fanclub magazín, pro exkluzivní předplatitele - Datum vydání: 30. březen 1995 - Vydavatelství: Island Records - Nosič: CD |
| Hasta la Vista Baby! U2 Live from Mexico City                | - Live album - Propaganda fanclub magazín, pro exkluzivní předplatitele - Datum vydání: 1998 - Vydavatelství: Island Records - Nosič: CD                |
| Na U2.communication                                          | - Live album - Na U2.com, jen pro exkluzivní členy - Datum vydání: 22. duben 2005 - Vydavatelství: Island Records - Nosič: CD                           |
| Zoo TV Live                                                  | - Live album - Na U2.com, jen pro exkluzivní členy - Datum vydání: 18. listopad 2006 - Vydavatelství: Island Records - Nosič: CD                        |
| U2 Go Home: Live from Slane Castle                           | - Live album - Na U2.com, jen pro exkluzivní členy - Datum vydání: 21. listopad 2007 - Vydavatelství: Island Records - Nosič: CD                        |
| Medium, Rare & Remastered                                    | - Kompilační album - Na U2.com, jen pro exkluzivní členy - Datum vydání: 27. březen 2009 - Vydavatelství: Island Records - Nosič: CD                    |
| Artificial Horizon                                           | - Remixové album - Na U2.com, jen pro exkluzivní členy - Datum vydání: 25. březen 2010 - Vydavatelství: Island Records - Nosič: CD, trojitá LP          |
| Duals                                                        | - Kompilační album - Na U2.com, jen pro exkluzivní členy - Datum vydání: 10. květen 2011 - Vydavatelství: Island Records - Nosič: CD                    |
| U22                                                          | - Live album - Na U2.com, jen pro exkluzivní členy - Datum vydání: 1. květen 2012 - Vydavatelství: Island Records - Nosič: CD                           |
| From the Ground Up: Edge's Picks from U2360°                 | - Live album - Na U2.com, jen pro exkluzivní členy - Datum vydání: 17. prosinec 2012 - Vydavatelství: Island Records - Nosič: CD                        |
| Another Time, Another Place: Live at the Marquee London 1980 | - Live album - Na U2.com, jen pro exkluzivní členy - Datum vydání: 25. listopad 2014 - Vydavatelství: Island Records - Nosič: LP, MP3                   |

## EP (Extended play)
| Název                               | Detaily                                                                                      | Umístění | Umístění | Umístění | Umístění | Umístění | Certifikace                                   |
| Název                               | Detaily                                                                                      | IRE      | AUS      | FIN      | UK       | US       | Certifikace                                   |
| ----------------------------------- | -------------------------------------------------------------------------------------------- | -------- | -------- | -------- | -------- | -------- | --------------------------------------------- |
| Three                               | - Datum vydání: září 1979 - Vydavatelství: Island Records - Nosič: LP                        | 19       | —        | —        | —        | —        |                                               |
| Wide Awake in America               | - Datum vydání: květen 1985 - Vydavatelství: Island Records - Nosič: LP, audiokazeta, CD     | —        | 93       | 36       | 11       | 37       | - MC: Platinum - BPI: Silver - RIAA: Platinum |
| Please: PopHeart Live EP            | - Datum vydání: 8./9. září 1997 - Vydavatelství: Island Records - Nosič: LP, audiokazeta, CD | —        | —        | —        | 7        | —        |                                               |
| 7                                   | - Datum vydání: 22. leden 2002 - Vydavatelství: Island Records - Nosič: CD                   | —        | —        | —        | —        | —        |                                               |
| Exclusive                           | - Datum vydání: 24. duben 2003 - Vydavatelství: Island Records - Nosič: ke stažení           | —        | —        | —        | —        | —        |                                               |
| Early Demos                         | - Datum vydání: 23. listopad 2004 - Vydavatelství: Island Records - Nosič: ke stažení        | —        | —        | —        | —        | —        |                                               |
| Live from Under the Brooklyn Bridge | - Datum vydání: 9. prosinec 2004 - Vydavatelství: Island Records - Nosič: ke stažení         | —        | —        | —        | —        | —        |                                               |
| Wide Awake in Europe                | - Datum vydání: 26. listopad 2010 - Vydavatelství: Island Records - Nosič: 12-palcový singl  | —        | —        | —        | —        | —        |                                               |
| Europa EP                           | - Datum vydání: 13. duben 2019 - Vydavatelství: UMC - Nosič: 12-palcový singl                | —        | —        | —        | —        | —        |                                               |
| "—" bez dostupných dat,             |                                                                                              |          |          |          |          |          |                                               |

## Singly

### 1980
| Název                                                                              | Rok  | Umístění | Umístění | Umístění | Umístění | Umístění | Umístění | Umístění | Umístění | Umístění | Umístění | Certifikace                           | Album                  |
| Název                                                                              | Rok  | IRE      | AUS      | CAN      | FRA      | NLD      | NZ       | SWE      | SWI      | UK       | US       | Certifikace                           | Album                  |
| ---------------------------------------------------------------------------------- | ---- | -------- | -------- | -------- | -------- | -------- | -------- | -------- | -------- | -------- | -------- | ------------------------------------- | ---------------------- |
| Another Day                                                                        | 1980 | —        | —        | —        | —        | —        | —        | —        | —        | —        | —        |                                       | singl bez alba         |
| 11 O'Clock Tick Tock                                                               | 1980 | —        | —        | —        | —        | —        | —        | —        | —        | —        | —        |                                       | singl bez alba         |
| A Day Without Me                                                                   | 1980 | —        | —        | —        | —        | —        | —        | —        | —        | —        | —        |                                       | Boy                    |
| I Will Follow                                                                      | 1980 | —        | 71       | —        | —        | —        | 34       | —        | —        | —        | —        |                                       | Boy                    |
| Fire                                                                               | 1981 | 4        | —        | —        | —        | —        | —        | —        | —        | 35       | —        |                                       | October                |
| Gloria                                                                             | 1981 | 10       | 32       | —        | —        | —        | 15       | —        | —        | 55       | —        |                                       | October                |
| A Celebration                                                                      | 1982 | 15       | 83       | —        | —        | —        | —        | —        | —        | 47       | —        |                                       | singl bez alba         |
| I Will Follow (živě z Hattemu)                                                     | 1982 | —        | —        | —        | —        | 22       | —        | —        | —        | —        | —        |                                       | singl bez alba         |
| New Year's Day                                                                     | 1983 | 2        | 36       | 41       | —        | 9        | 32       | 17       | —        | 10       | 53       |                                       | War                    |
| Two Hearts Beat as One                                                             | 1983 | 2        | 53       | —        | —        | —        | 16       | —        | —        | 18       | —        |                                       | War                    |
| Sunday Bloody Sunday                                                               | 1983 | —        | —        | —        | 95       | 3        | —        | —        | —        | —        | —        |                                       | War                    |
| I Will Follow (živě ze Západního Německa)                                          | 1984 | —        | —        | —        | —        | —        | —        | —        | —        | —        | 81       |                                       | Under a Blood Red Sky  |
| Pride (In the Name of Love)                                                        | 1984 | 2        | 4        | 26       | —        | 5        | 1        | 12       | —        | 3        | 33       |                                       | The Unforgettable Fire |
| The Unforgettable Fire                                                             | 1985 | 1        | 59       | —        | —        | 4        | 3        | —        | —        | 6        | —        |                                       | The Unforgettable Fire |
| With or Without You                                                                | 1987 | 1        | 9        | 1        | 10       | 2        | 5        | 13       | 10       | 4        | 1        | - BPI: Platinum - MC: Gold            | The Joshua Tree        |
| I Still Haven't Found What I'm Looking For                                         | 1987 | 1        | 17       | 6        | 37       | 6        | 2        | 11       | 18       | 6        | 1        | - BPI: Silver - MC: Gold              | The Joshua Tree        |
| Where the Streets Have No Name                                                     | 1987 | 1        | 27       | 11       | 123      | 7        | 1        | —        | —        | 4        | 13       | - BPI: Silver                         | The Joshua Tree        |
| In God's Country                                                                   | 1987 | —        | —        | 25       | —        | —        | —        | —        | —        | 48       | 44       |                                       | The Joshua Tree        |
| One Tree Hill                                                                      | 1988 | —        | —        | —        | —        | —        | 1        | —        | —        | —        | —        |                                       | The Joshua Tree        |
| Desire                                                                             | 1988 | 1        | 1        | 1        | 37       | 2        | 1        | 5        | 9        | 1        | 3        | - BPI: Silver - MC: Gold - RIAA: Gold | Rattle and Hum         |
| Angel of Harlem                                                                    | 1988 | 3        | 18       | 1        | —        | 10       | 1        | —        | 25       | 9        | 14       |                                       | Rattle and Hum         |
| When Love Comes to Town (spolu s B.B. King)                                        | 1989 | 1        | 23       | 41       | 200      | 10       | 4        | 20       | —        | 6        | 68       |                                       | Rattle and Hum         |
| All I Want Is You                                                                  | 1989 | 1        | 2        | 67       | —        | 12       | 2        | —        | —        | 4        | 83       | - ARIA: Platinum                      | Rattle and Hum         |
| "—" označuje záznam, který v tomto území nebyl zmapován nebo nebyl veřejně uvolněn |      |          |          |          |          |          |          |          |          |          |          |                                       |                        |

### 1990
| Název                                                                              | Rok  | Umístění | Umístění | Umístění | Umístění | Umístění | Umístění | Umístění | Umístění | Umístění | Umístění | Certifikace                                 | Album                                                            |
| Název                                                                              | Rok  | IRE      | AUS      | CAN      | FRA      | NLD      | NZ       | SWE      | SWI      | UK       | US       | Certifikace                                 | Album                                                            |
| ---------------------------------------------------------------------------------- | ---- | -------- | -------- | -------- | -------- | -------- | -------- | -------- | -------- | -------- | -------- | ------------------------------------------- | ---------------------------------------------------------------- |
| Everlasting Love                                                                   | 1990 | —        | —        | —        | —        | 10       | —        | —        | —        | —        | —        |                                             | singl bez alba (dříve vydaný jako strana B na All I Want Is You) |
| The Fly                                                                            | 1991 | 1        | 1        | 16       | 6        | 5        | 1        | 3        | 3        | 1        | 61       | - ARIA: Gold - BPI: Silver                  | Achtung Baby                                                     |
| Mysterious Ways                                                                    | 1991 | 1        | 3        | 1        | 19       | 13       | 3        | 17       | 13       | 13       | 9        | - ARIA: Gold                                | Achtung Baby                                                     |
| One                                                                                | 1992 | 1        | 4        | 1        | 13       | 12       | 3        | —        | 25       | 7        | 10       | - BPI: Silver                               | Achtung Baby                                                     |
| Even Better Than the Real Thing                                                    | 1992 | 3        | 11       | 3        | 34       | 11       | 8        | 10       | 18       | 12       | 32       |                                             | Achtung Baby                                                     |
| Even Better Than the Real Thing (remix)                                            | 1992 | 10       | —        | —        | —        | —        | —        | —        | —        | 8        | —        |                                             | Achtung Baby                                                     |
| Who's Gonna Ride Your Wild Horses                                                  | 1992 | 4        | 9        | 5        | 10       | 14       | 13       | 19       | 24       | 14       | 35       |                                             | Achtung Baby                                                     |
| Numb (video singl)                                                                 | 1993 | —        | 7        | 9        | —        | —        | 13       | —        | —        | —        | —        |                                             | Zooropa                                                          |
| Lemon                                                                              | 1993 | —        | 6        | 20       | —        | —        | 4        | —        | —        | —        | —        | - ARIA: Gold                                | Zooropa                                                          |
| Stay (Faraway, So Close!)                                                          | 1993 | 1        | 5        | 14       | 18       | 10       | 6        | 13       | 20       | 4        | 61       | - ARIA: Gold - BPI: Silver                  | Zooropa                                                          |
| Hold Me, Thrill Me, Kiss Me, Kill Me                                               | 1995 | 1        | 1        | 3        | 10       | 7        | 1        | 2        | 5        | 2        | 16       | - ARIA: Gold - BPI: Gold - SNEP: Silver     | Batman Forever soundtrack                                        |
| Miss Sarajevo                                                                      | 1995 | 4        | 7        | 46       | 8        | 5        | 23       | 35       | 10       | 6        | —        | - BPI: Silver                               | Original Soundtracks 1                                           |
| Discothèque                                                                        | 1997 | 1        | 3        | 2        | 12       | 6        | 1        | 2        | 6        | 1        | 10       | - ARIA: Platinum - BPI: Silver - RIAA: Gold | Pop                                                              |
| Staring at the Sun                                                                 | 1997 | 4        | 23       | 1        | 49       | 19       | 4        | 26       | 29       | 3        | 26       |                                             | Pop                                                              |
| Last Night on Earth                                                                | 1997 | 11       | 32       | 18       | —        | 14       | 36       | 43       | —        | 10       | 57       |                                             | Pop                                                              |
| Please                                                                             | 1997 | 6        | 21       | 47       | 31       | 6        | 32       | 33       | 35       | 7        | —        |                                             | Pop                                                              |
| If God Will Send His Angels                                                        | 1997 | 11       | —        | 26       | —        | 24       | 35       | 56       | —        | 12       | —        |                                             | Pop                                                              |
| Mofo                                                                               | 1997 | —        | 35       | —        | —        | —        | —        | —        | —        | —        | —        |                                             | Pop                                                              |
| Sweetest Thing                                                                     | 1998 | 1        | 6        | 1        | 18       | 7        | 3        | 6        | 28       | 3        | 63       | - ARIA: Gold - BPI: Silver                  | The Best of 1980–1990                                            |
| "—" označuje záznam, který v tomto území nebyl zmapován nebo nebyl veřejně uvolněn |      |          |          |          |          |          |          |          |          |          |          |                                             |                                                                  |

### 2000
| Název                                                                              | Rok  | Umístění | Umístění | Umístění | Umístění | Umístění | Umístění | Umístění | Umístění | Umístění | Umístění | Certifikace                                   | Album                           |
| Název                                                                              | Rok  | IRE      | AUS      | CAN      | FRA      | NLD      | NZ       | SWE      | SWI      | UK       | US       | Certifikace                                   | Album                           |
| ---------------------------------------------------------------------------------- | ---- | -------- | -------- | -------- | -------- | -------- | -------- | -------- | -------- | -------- | -------- | --------------------------------------------- | ------------------------------- |
| Beautiful Day                                                                      | 2000 | 1        | 1        | 1        | 17       | 1        | 7        | 7        | 6        | 1        | 21       | - ARIA: Platinum - BPI: Platinum - RIAA: Gold | All That You Can't Leave Behind |
| Stuck in a Moment You Can't Get Out Of                                             | 2001 | 1        | 3        | 1        | 31       | 12       | 17       | 23       | 38       | 2        | 52       | - ARIA: Gold                                  | All That You Can't Leave Behind |
| Elevation                                                                          | 2001 | 1        | 6        | 1        | 34       | 1        | 35       | 33       | 20       | 3        | —        |                                               | All That You Can't Leave Behind |
| Walk On                                                                            | 2001 | 7        | 9        | 1        | 81       | 8        | 48       | 55       | 48       | 5        | —        |                                               | All That You Can't Leave Behind |
| New Year's Dub (U2 vs. Musique)                                                    | 2001 | —        | —        | —        | —        | 55       | —        | —        | 93       | 15       | —        |                                               | singl bez alba                  |
| Electrical Storm                                                                   | 2002 | 2        | 5        | 1        | 18       | 4        | 5        | 13       | 5        | 5        | 77       | - ARIA: Gold                                  | The Best of 1990–2000           |
| Take Me to the Clouds Above (LMC vs. U2)                                           | 2004 | 3        | 7        | 21       | 21       | 16       | —        | 21       | 41       | 1        | —        | - ARIA: Gold                                  | singl bez alba                  |
| Vertigo                                                                            | 2004 | 1        | 5        | 2        | 12       | 2        | 5        | 2        | 6        | 1        | 31       | - ARIA: Gold - BPI: Silver - RIAA: Gold       | How to Dismantle an Atomic Bomb |
| All Because of You                                                                 | 2005 | 4        | 23       | 1        | —        | 4        | —        | 37       | 36       | 4        | —        |                                               | How to Dismantle an Atomic Bomb |
| Sometimes You Can't Make It on Your Own                                            | 2005 | 3        | 19       | 1        | 60       | 5        | 12       | 24       | 39       | 1        | 97       |                                               | How to Dismantle an Atomic Bomb |
| City of Blinding Lights                                                            | 2005 | 8        | 31       | 2        | 89       | 3        | —        | 8        | 41       | 2        | —        |                                               | How to Dismantle an Atomic Bomb |
| Sgt. Pepper's Lonely Hearts Club Band (s Paulem McCartneym)                        | 2005 | —        | —        | —        | —        | —        | —        | —        | —        | —        | 48       |                                               | singl bez alba                  |
| One (s Mary J. Blige)                                                              | 2006 | 2        | —        | 35       | 35       | 3        | —        | 27       | 2        | 2        | 86       | - BPI: Silver - BVMI: Gold                    | The Breakthrough                |
| The Saints Are Coming (s Green Day)                                                | 2006 | 1        | 1        | 1        | 44       | 1        | 4        | 4        | 1        | 2        | 51       |                                               | U218 Singles                    |
| Window in the Skies                                                                | 2007 | 5        | 17       | 1        | —        | 2        | 28       | 38       | 34       | 4        | —        |                                               | U218 Singles                    |
| The Ballad of Ronnie Drew (s The Dubliners, Kila, a A Band of Bowsies)             | 2008 | 1        | —        | —        | —        | —        | —        | —        | —        | —        | —        |                                               | singl bez alba                  |
| Get On Your Boots                                                                  | 2009 | 1        | 26       | 3        | 6        | 5        | 20       | 8        | 65       | 12       | 37       |                                               | No Line on the Horizon          |
| Magnificent                                                                        | 2009 | 5        | —        | 68       | 15       | 6        | —        | 16       | 45       | 42       | 79       |                                               | No Line on the Horizon          |
| I'll Go Crazy If I Don't Go Crazy Tonight                                          | 2009 | 7        | —        | 72       | 21       | 14       | —        | 47       | 49       | 32       | —        |                                               | No Line on the Horizon          |
| "—" označuje záznam, který v tomto území nebyl zmapován nebo nebyl veřejně uvolněn |      |          |          |          |          |          |          |          |          |          |          |                                               |                                 |

### 2010
| Název                                                                              | Rok               | Umístění | Umístění | Umístění | Umístění | Umístění | Umístění | Umístění | Umístění | Umístění | Umístění | Certifikace | Album               |
| Název                                                                              | Rok               | IRE      | AUS      | CAN      | FRA      | NLD      | NZ       | SWE      | SWI      | UK       | US       | Certifikace | Album               |
| ---------------------------------------------------------------------------------- | ----------------- | -------- | -------- | -------- | -------- | -------- | -------- | -------- | -------- | -------- | -------- | ----------- | ------------------- |
| I Will Follow (živě z Glastonbury)                                                 | 2011              | —        | —        | —        | —        | —        | —        | —        | —        | 78       | —        |             | singl bez alba      |
| Ordinary Love                                                                      | 2013              | 13       | 88       | 29       | 27       | 6        | —        | —        | 11       | 82       | 84       |             | singl bez alba      |
| Invisible (jako (RED) verze)                                                       | 2014              | 24       | 79       | 44       | 11       | 41       | —        | —        | 22       | 65       | —        |             | singl bez alba      |
| The Miracle (of Joey Ramone)                                                       | 2014              | —        | —        | —        | —        | —        | —        | —        | —        | —        | —        |             | Songs of Innocence  |
| Every Breaking Wave                                                                | 2014              | —        | —        | —        | 93       | —        | —        | —        | —        | —        | —        |             | Songs of Innocence  |
| Song for Someone                                                                   | 2015              | —        | —        | —        | —        | —        | —        | —        | —        | —        | —        |             | Songs of Innocence  |
| You're the Best Thing About Me                                                     | 2017              | 66       | 83       | —        | 24       | —        | —        | 94       | 48       | 92       | —        |             | Songs of Experience |
| Get Out of Your Own Way                                                            | 2018              | —        | —        | —        | 89       | —        | —        | —        | 73       | —        | —        |             | Songs of Experience |
| Love Is Bigger Than Anything in Its Way                                            | 2018              | —        | —        | —        | —        | —        | —        | —        | —        | —        | —        |             | Songs of Experience |
| Ahimsa (spolu s A. R. Rahman)                                                      | 2019              | —        | —        | —        | —        | —        | —        | —        | —        | —        | —        |             | singl bez alba      |
| Suma: TOP 10                                                                       | Suma: TOP 10      | 44       | 23       | 25       | 6        | 32       | 24       | 10       | 11       | 34       | 6        |             |                     |
| Suma: Hit číslo 1                                                                  | Suma: Hit číslo 1 | 21       | 5        | 16       | 0        | 3        | 8        | 0        | 1        | 7        | 2        |             |                     |
| "—" označuje záznam, který v tomto území nebyl zmapován nebo nebyl veřejně uvolněn |                   |          |          |          |          |          |          |          |          |          |          |             |                     |

### Jiné písně
| Název                           | Rok  | Umístění | Umístění | Umístění | Umístění | Umístění | Umístění | Umístění | Certifikace | Album |
| Název                           | Rok  | IRE      | CAN      | FRA      | NZ       | SWE      | UK       | US       | Certifikace | Album |
| ------------------------------- | ---- | -------- | -------- | -------- | -------- | -------- | -------- | -------- | ----------- | ----- |
| XXX (Kendrick Lamar spolu s U2) | 2017 | 22       | 36       | 126      | 31       | 82       | 50       | 33       | RIAA: Gold  | Damn  |

## Další produkce

### Studiové nahrávky
| Rok  | Píseň                                   | Album                    | Poznámka                         |
| ---- | --------------------------------------- | ------------------------ | -------------------------------- |
| 1987 | Christmas (Baby Please Come Home)       | A Very Special Christmas | Darlene Love                     |
| 1990 | Night and Day                           | Red Hot + Blue           | Cole Porter                      |
| 1995 | Hold Me, Thrill Me, Kiss Me, Kill Me    | Batman Forever           | album Zooropa                    |
| 1997 | I'm Not Your Baby                       | The End of Violence      | spolu s Sinéad O'Connor          |
| 2000 | The Ground Beneath Her Feet a Stateless | The Million Dollar Hotel | Bono byl také spoluautorem filmu |
| 2003 | Beat on the Brat                        | We're a Happy Family     | Ramones                          |
| 2007 | Instant Karma                           | Instant Karma            | John Lennon                      |

### Živé nahrávky, remixy a hosté
| Rok  | Píseň | Album                                                  |
| ---- | --- | ------------------------------------------------------ |
| 1982 | October | They Call It An Accident (soundtrack)                  |
| 2009 | Pride (In the Name of Love) City of Blinding Lights | The Official Inaugural Celebration (DVD)               |
| 2010 | Vertigo Magnificent Because the Night (s Brucem Springsteenem, Patti Smith a Roy Bittan) I Still Haven't Found What I'm Looking For" (s Brucem Springsteenem) Mysterious Ways Where Is the Love? / One (s The Black Eyed Peas) Gimme Shelter (s Mickem Jaggerem, Fergie a will.i.am) Stuck in a Moment That You Can't Get Out Of (s Mickem Jaggerem) Beautiful Day | The 25th Anniversary Rock & Roll Hall Of Fame Concerts |
| 2017 | XXX. (píseň Kendrick Lamar) | DAMN                                                   |

## Videografie

### Filmy
| Název             | Detaily |
| ----------------- | --- |
| Rattle and Hum    | - Datum vydání: 27. říjen 1988 - Distributor: Paramount Pictures - Nosič: divadelní promítání, VHS, LaserDisc, DVD, Blu-ray |
| U2 3D             | - Datum vydání: 23. leden 2008 - Distributor: National Geographic Entertainment - Nosič: 3-D pouze divadelní promítání      |
| From the Sky Down | - Datum vydání: 8. září 2011 - Distributor: Universal Music Group - Nosič: divadelní promítání, DVD, Blu-ray                |

### Videa
| Název                                                                             | Detaily                                                                                             | Certifikace                                               |
| --------------------------------------------------------------------------------- | --------------------------------------------------------------------------------------------------- | --------------------------------------------------------- |
| U2 Live at Red Rocks: Under a Blood Red Sky                                       | - Datum vydání: listopad 1984 - Vydavatelství: MCA Home Video - Nosič: VHS, Betamax, DVD            |                                                           |
| The Unforgettable Fire Collection                                                 | - Datum vydání: 1985 - Vydavatelství: Island Records - Nosič: VHS, LaserDisc                        |                                                           |
| Achtung Baby: The Videos, the Cameos, and a Whole Lot of Interference from Zoo TV | - Datum vydání: 17. květen 1992 - Vydavatelství: Island Records - Nosič: VHS, LaserDisc             | - MC: Gold - RIAA: Platinum                               |
| Zoo TV: Live from Sydney                                                          | - Datum vydání: 17. květen 1994 - Vydavatelství: Island Records - Nosič: VHS, LaserDisc, DVD        | - ARIA: 2× Platinum - RIAA: Platinum                      |
| PopMart: Live from Mexico City                                                    | - Datum vydání: 22. listopad 1998 - Vydavatelství: Island Records - Nosič: VHS, DVD                 | - ARIA: Gold                                              |
| The Best of 1980–1990                                                             | - Datum vydání: duben 1999 - Vydavatelství: Island Records - Nosič: VHS                             |                                                           |
| Elevation 2001: Live from Boston                                                  | - Datum vydání: 26. listopad 2001 - Vydavatelství: Island Records - Nosič: VHS, DVD                 | - ARIA: 2× Platinum - MC: 5× Platinum - RIAA: 2× Platinum |
| The Best of 1990–2000                                                             | - Datum vydání: 2. prosinec 2002 - Vydavatelství: Island Records - Nosič: VHS, DVD                  |                                                           |
| U2 Go Home: Live from Slane Castle                                                | - Datum vydání: 17. listopad 2003 - Vydavatelství: Island Records - Nosič: DVD                      | - ARIA: 7× Platinum                                       |
| Vertigo 2005: Live from Chicago                                                   | - Datum vydání: 14. listopad 2005 - Vydavatelství: Island Records - Nosič: DVD                      | - ARIA: 6× Platinum                                       |
| Vertigo 05: Live from Milan                                                       | - Datum vydání: 17. listopad 2006 - Vydavatelství: Island Records - Nosič: DVD                      |                                                           |
| U218 Videos                                                                       | - Datum vydání: 17. listopad 2006 - Vydavatelství: Island Records - Nosič: DVD                      | - ARIA: 2× Platinum                                       |
| Linear                                                                            | - Datum vydání: 3. březen 2009 - Vydavatelství: Interscope - Nosič: DVD, ke stažení                 |                                                           |
| U2 360° at the Rose Bowl                                                          | - Datum vydání: 7. červen 2010 - Vydavatelství: Mercury Records - Nosič: DVD, Blu-ray Disc          | - ARIA: 3× Platinum - BVMI: 3× Gold - BPI: Gold           |
| Innocence + Experience: Live in Paris                                             | - Datum vydání: 10 June 2016 - Vydavatelství: Island Records - Nosič: DVD, Blu-ray Disc, ke stažení |                                                           |

### Hudební video klipy
| Rok  | Název                                      | Album                                 | Poznámka                                                     |
| ---- | ------------------------------------------ | ------------------------------------- | ------------------------------------------------------------ |
| 1980 | I Will Follow                              | Boy                                   |                                                              |
| 1981 | Gloria                                     | October                               |                                                              |
| 1982 | A Celebration                              | video bylo vydáno bez vazby na album  |                                                              |
| 1983 | New Year's Day                             | War                                   |                                                              |
| 1983 | Two Hearts Beat as One                     | War                                   |                                                              |
| 1983 | Sunday Bloody Sunday (živě)                | Under a Blood Red Sky                 |                                                              |
| 1984 | Pride (In the Name of Love)                | The Unforgettable Fire                | 3 videa, včetně verze Slane Castle a 3 nepublikovaných verzí |
| 1984 | The Unforgettable Fire                     | The Unforgettable Fire                |                                                              |
| 1984 | A Sort of Homecoming (živě)                | The Unforgettable Fire                |                                                              |
| 1985 | Bad (živě)                                 | The Unforgettable Fire                |                                                              |
| 1987 | With or Without You                        | The Joshua Tree                       | 2 videa                                                      |
| 1987 | I Still Haven't Found What I'm Looking For | The Joshua Tree                       |                                                              |
| 1987 | Where the Streets Have No Name             | The Joshua Tree                       |                                                              |
| 1987 | Red Hill Mining Town                       | The Joshua Tree                       |                                                              |
| 1987 | Spanish Eyes                               | video bylo vydáno bez vazby na album  |                                                              |
| 1987 | In God's Country                           | The Joshua Tree                       |                                                              |
| 1987 | Christmas (Baby Please Come Home)          | video bylo vydáno bez vazby na album  |                                                              |
| 1988 | Desire                                     | Rattle and Hum                        | 2 videa, 1 remix                                             |
| 1988 | Angel of Harlem                            | Rattle and Hum                        |                                                              |
| 1989 | When Love Comes to Town                    | Rattle and Hum                        | 2 videa, vč. verze Rattle and Hum                            |
| 1989 | All I Want Is You                          | Rattle and Hum                        |                                                              |
| 1990 | Night and Day                              | video bylo vydáno bez vazby na album  |                                                              |
| 1991 | The Fly                                    | Achtung Baby                          |                                                              |
| 1991 | Mysterious Ways                            | Achtung Baby                          |                                                              |
| 1991 | One                                        | Achtung Baby                          | 4 videa, vč. snímků členů kapely s živými bizony             |
| 1992 | Even Better Than the Real Thing            | Achtung Baby                          | 3 videa, 1 remix                                             |
| 1992 | Until the End of the World                 | Achtung Baby                          | 2 videa, z toho 1 live                                       |
| 1992 | Who's Gonna Ride Your Wild Horses          | Achtung Baby                          |                                                              |
| 1993 | Love Is Blindness                          | Achtung Baby                          |                                                              |
| 1993 | Numb                                       | Zooropa                               | 2 videa, 1 remix                                             |
| 1993 | Lemon                                      | Zooropa                               | 2 videa, 1 remix                                             |
| 1993 | Stay (Faraway, So Close!)                  | Zooropa                               |                                                              |
| 1993 | I've Got You Under My Skin                 | video bylo vydáno bez vazby na album  | koláž se záběry Franka Sinatry                               |
| 1995 | Miss Sarajevo                              | Original Soundtracks 1                |                                                              |
| 1995 | Hold Me, Thrill Me, Kiss Me, Kill Me       | Batman Forever (soundtrack)           |                                                              |
| 1997 | Discothèque                                | Pop                                   |                                                              |
| 1997 | Staring at the Sun                         | Pop                                   | 2 videa                                                      |
| 1997 | Last Night on Earth                        | Pop                                   |                                                              |
| 1997 | Please                                     | Pop                                   | 2 videa, z toho 1 live                                       |
| 1997 | If God Will Send His Angels                | Pop                                   |                                                              |
| 1997 | Mofo                                       | Pop                                   | remix                                                        |
| 1998 | Sweetest Thing                             | The Best of 1980–1990                 |                                                              |
| 2000 | The Ground Beneath Her Feet                | The Million Dollar Hotel (soundtrack) |                                                              |
| 2000 | Beautiful Day                              | All That You Can't Leave Behind       | 2 videa                                                      |
| 2001 | Stuck in a Moment You Can't Get Out Of     | All That You Can't Leave Behind       | 2 videa (1x USA, 1x mezinárodní)                             |
| 2001 | Walk On                                    | All That You Can't Leave Behind       | 2 videa (1x USA, 1x mezinárodní)                             |
| 2001 | Elevation                                  | All That You Can't Leave Behind       |                                                              |
| 2002 | Electrical Storm                           | The Best of 1990-2000                 |                                                              |
| 2003 | The Hands That Built America               | Gangs of New York (soundtrack)        |                                                              |
| 2004 | Vertigo                                    | How to Dismantle an Atomic Bomb       | 3 videa, 1 remix                                             |
| 2004 | All Because of You                         | How to Dismantle an Atomic Bomb       |                                                              |
| 2005 | Sometimes You Can't Make It on Your Own    | How to Dismantle an Atomic Bomb       | 2 videa                                                      |
| 2005 | City of Blinding Lights                    | How to Dismantle an Atomic Bomb       |                                                              |
| 2005 | Original of the Species                    | How to Dismantle an Atomic Bomb       | 2 videa                                                      |
| 2006 | One                                        | The Breakthrough                      | s Mary J. Blige                                              |
| 2006 | The Saints Are Coming                      | U218 Singles                          | s Green Day                                                  |
| 2006 | Window in the Skies                        | U218 Singles                          | 3 videa                                                      |
| 2008 | I Believe in Father Christmas              | video bylo vydáno bez vazby na album  |                                                              |
| 2009 | Get on Your Boots                          | No Line on the Horizon                | 2 videa                                                      |
| 2009 | Magnificent                                |                                       |                                                              |
| 2009 | I'll Go Crazy If I Don't Go Crazy Tonight  |                                       | 2 videa (1x animované, 1x live)                              |
| 2011 | Even Better Than the Real Thing            | video bylo vydáno bez vazby na album  | 360° Remix                                                   |
| 2013 | Ordinary Love                              | video bylo vydáno bez vazby na album  | 2 videa (1x lyric, 1x remix)                                 |
| 2014 | Invisible                                  | video bylo vydáno bez vazby na album  |                                                              |
| 2014 | The Miracle (of Joey Ramone)               | Songs of Innocence                    |                                                              |
| 2015 | Every Breaking Wave                        | Songs of Innocence                    |                                                              |
| 2015 | Song for Someone                           | Songs of Innocence                    | 2 videa                                                      |
| 2017 | You're the Best Thing About Me             | Songs of Experience                   | 2 videa                                                      |
| 2017 | The Blackout                               | Songs of Experience                   |                                                              |
| 2018 | Get Out of Your Own Way                    | Songs of Experience                   |                                                              |
| 2018 | American Soul                              | Songs of Experience                   |                                                              |
| 2018 | Love Is Bigger Than Anything in Its Way    | Songs of Experience                   |                                                              |